# Čepřovice
Čepřovice jsou obec v okrese Strakonice v Jihočeském kraji. Žije zde 211 obyvatel. Leží na silnici II/142 mezi Bavorovem a Volyní asi šest kilometrů východně od Volyně. K obci patří i vesnice Jiřetice a Koječín.

## Historie
První písemná zmínka o vesnici pochází z roku 1315.

## Přírodní poměry
Obec se nachází v Šumavském podhůří, konkrétně v jeho části Bavorovské vrchovině. Čepřovicemi protéká Dubský potok, jenž patří k povodí řeky Blanice.

## Obyvatelstvo
| Rok            | 1869 | 1880 | 1890 | 1900 | 1910 | 1921 | 1930 | 1950 | 1961 | 1970 | 1980 | 1991 | 2001 | 2011 | 2021 |
| -------------- | ---- | ---- | ---- | ---- | ---- | ---- | ---- | ---- | ---- | ---- | ---- | ---- | ---- | ---- | ---- |
| Počet obyvatel | 599  | 644  | 669  | 643  | 641  | 637  | 558  | 373  | 333  | 287  | 247  | 205  | 194  | 171  | 181  |
| Počet domů     | 90   | 97   | 96   | 99   | 98   | 97   | 102  | 109  | 91   | 84   | 79   | 90   | 106  | 108  | 110  |

## Obecní správa

### Místní části
Obec Čepřovice se skládá ze tří částí na třech katastrálních územích.
- Čepřovice (i název k. ú.)
- Jiřetice (k. ú. Jiřetice u Čepřovic)
- Koječín (k. ú. Koječín u Čepřovic)

V letech 1850–1929 k obci patřily i Kakovice a Marčovice a od 1. dubna 1980 do 23. listopadu 1990 také Litochovice, Neuslužice a Střítež.

### Obecní symboly
Znak a vlajka byly obci uděleny rozhodnutím předsedy Poslanecké sněmovny Parlamentu České republiky dne 14. prosince 2018.

## Pamětihodnosti
- Ve středu vesnice stojí budova tvrze Čepřovice založené okolo roku 1605.[8]
- Usedlost čp. 17